# Strv.m/31
Strv. m/31（Stridsvagn m/31、もしくは、Landsverk L-10）は、ランツヴェルク社によって開発された、スウェーデンの軽戦車である。
37 mmボフォース銃と軽機関銃を装備し、8～24 mmの装甲を有していた。生産されたのは3輌のみである。